# Бьёркман, Карл
Карл Бьёркман (швед. Carl Björkman; 15 февраля 1873, Або — 5 сентября 1948, Мариехамн) — политик Аландских островов; премьер-министр (1922—1938) правительства Аландов.

## Биография
Родился 15 февраля 1883 года в Або, в Великом княжестве Финляндском.
С 10 июля 1922 по 30 декабря 1938 года был премьер-министром правительства Аландов.
Скончался 5 сентября 1948 года в Мариехамне на Аландских островах.